# Intendencia Departamental de Canelones
La Intendencia Departamental de Canelones, popularmente conocida como Comuna Canaria, anteriormente llamada Intendencia Municipal de Canelones, es el órgano que ejerce el poder ejecutivo en el Departamento de Canelones, en el sur del Uruguay.

## Historia
Al igual que otras intendencias de Uruguay, la Intendencia de Canelones fue creada el 18 de diciembre de 1908, siendo Eduardo Lenzi la primera persona en ocupar el cargo de intendente. Posteriormente, el cargo de intendente sería sustituido en dos ocasiones por ejecutivos colegiados.
En el año 1967, con la promulgación de la actual Constitución de Uruguay, se suprimiría el entonces Consejo Departamental, para de forma definitiva, instaurar el ejecutivo unipersonal.

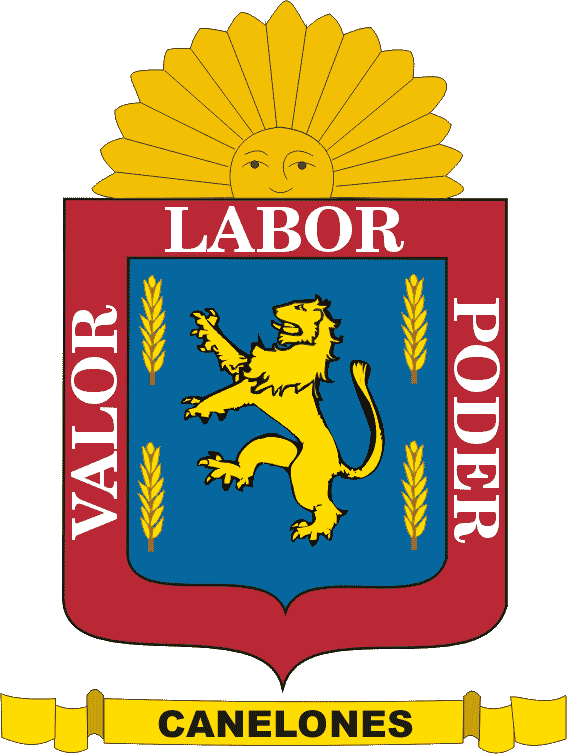
1977, hasta 2010.
Desde 2010, hasta nuestros días.

El escudo del Departamento de Canelones fue creado en el año 1977.
En el año 2010, la intendencia planteó realizar una modificación en su escudo, debido a que este había sido creado durante la dictadura cívico-militar. También se planteó la creación de un pabellón propio para el Departamento.

## Gobierno
De la misma forma que en el resto de los 19 departamentos de la República Oriental del Uruguay, la Comuna Canaria es gobernada por un intendente electo de forma directa con cuatro suplentes, por un período de cinco años con posibilidad de reelección.

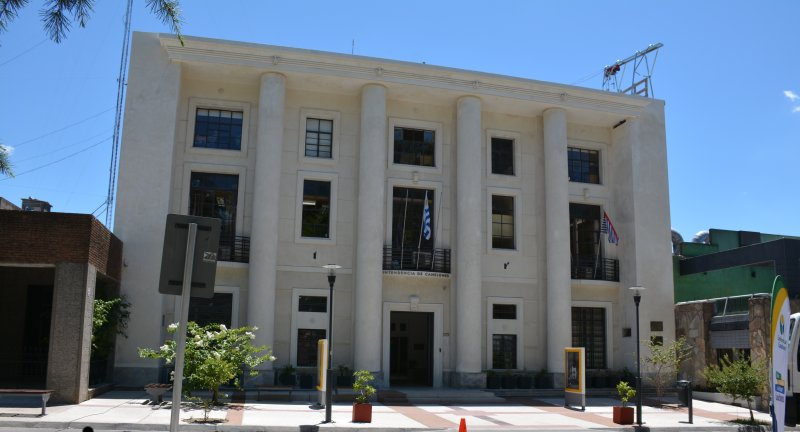
Palacio Municipal de Canelones, en la ciudad homónima.

## Gabinete
El gabinete departamental, está conformado por el Intendente, el Secretario General y las autoridades de las respectivas secretarías departamentales. 
| Gabinete Departamental 26 de noviembre de 2020  | Gabinete Departamental 26 de noviembre de 2020 | Gabinete Departamental 26 de noviembre de 2020 |
| ----------------------------------------------- | ---------------------------------------------- | ---------------------------------------------- |
| Partido político                                |                                                | Frente Amplio                                  |
| Integración                                     |                                                |                                                |
| Intendente                                      |                                                | Francisco Legnani 10 de julio de 2025          |
| Secretario                                      | Pedro Irigoin 10 de julio de 2025              |                                                |
| Direcciones y secretarias generales (2020-2025) |                                                |                                                |
| Dirección o secretaria general                  |                                                | Integración                                    |
| Comunicación y Relaciones Institucionales.      |                                                | Darwin Peña                                    |
| Servicios Jurídicos                             | Anabel Cavallero                               |                                                |
| Planificación Estratégica                       | Patricia Kramer                                |                                                |
| Recursos Financieros                            | Laura Tabárez                                  |                                                |
| Género y Equidad                                | Nohelia Millán                                 |                                                |
| Administración                                  | Mariana Anza                                   |                                                |
| Descentralización y Participación               | Ruben Moreno                                   |                                                |
| Obras Públicas                                  | Guillermo Burgeño                              |                                                |
| Gestión Ambiental                               | Leonardo Herou                                 |                                                |
| Gestión Territorial                             | Eugenia González                               |                                                |
| Planificación                                   | Paola Florio                                   |                                                |
| Tránsito y Transporte                           | Alejandro Alberro                              |                                                |
| Desarrollo Humano                               | Gabriela Garrido                               |                                                |
| Desarrollo Económico                            | Álvaro Suárez                                  |                                                |
| Cultura                                         | Sergio Machín                                  |                                                |
| Deportes                                        | Alejandro Pereda                               |                                                |

## Descentralización
El 15 de marzo de 2010, mediante la aprobación de la ley N.º 18.653, fueron creados 29 municipios en el Departamento de Canelones, cuyos límites de jurisdicción territorial fueron determinados por el decreto N.º 76 de la Junta Departamental de Canelones.

Mapa de los Municipios que componen el Departamento de Canelones.

En 2013 fue creado el municipio número 30,  entre las ciudades de Progreso y Las Piedras, pasando a denominarse 18 de Mayo
.